# Arabella Salaverry
Arabella Salaverry (nacida como Arabella Salaverry Pardo, el 5 de diciembre de 1946. Es una escritora, actriz y gestora cultural costarricense. Premio Nacional de Cultura Magón 2021.
Estudió Filología,  Artes Dramáticas, Lengua y Literatura Inglesa, Lengua y Literatura Hispanoamericana en universidades y escuelas de México, Venezuela, Costa Rica y Guatemala. Es miembro de honor de la Compañía Nacional de Teatro (CNT) de Costa Rica. Recibió el Premio Nacional de Literatura 2016 por su obra de cuento Impúdicas y en el 2019 por su libro de poesía Búscame en la palabra.a la fecha ha publicado tres novelas, tres libros de cuentos y once poemarios.

## Reseña biográfica
La madre de Arabella Salaverry se llamó Elena Pardo Castro, una odontóloga costarricense comprometida con el desarrollo de Puerto Limón. Su padre, Julián Salaverry Zapata, maderero, fue un nicaragüense involucrado en los movimientos iniciales para derrocar al dictador Anastasio Somoza. De dicha unión nació, en Managua, Nicaragua, Arabella Salaverry Pardo, el 5 de diciembre de 1946. Al mes de nacida se traslada con su madre a Costa Rica.
A sus dieciocho años, en junio de 1964, aparecen en el periódico La Nación (Costa Rica) en la «Página Literaria» sus primeros poemas publicados. Su poesía se incluye ese mismo año en una revista publicada por la OEA, una antología bilingüe titulada  Young poetry of Americas. En dicha publicación Arabella Salaverry comparte páginas junto a  voces del continente como José Donoso de Chile, Alejandra Pizarnik y Juan Gelman de Argentina, Octavio Paz y Homero Aridjis de México, Jorge Debravo y Alfonso Chase de Costa Rica, entre otros.
Ese mismo año 1964 realiza su debut teatral con Pedro Pérez Candidato una pequeña farsa política escrita por Carlos Manuel Arroyo. La obra se presentó en el Teatro Nacional de Costa Rica.
El Ministerio de Educación de Costa Rica, en 1965, le hace entrega de la "Beca de Artes y Letras" que la lleva a estudiar en el Teatro Coyoacán, en México.
En 1968 cofunda el Moderno Teatro de Muñecos. Un año después es dirigida en «Romeo y Julieta» de Shakespeare y en «Yerma» de García Lorca por el Maestro catalán Esteban Polls quien luego sería el primer director de la Compañía Nacional de Teatro de Costa Rica.
Su cuento "La Abuela", escrito en 1971, recibe Mención Honorífica por parte de la Casa de la Cultura del Estado de Aragua, Venezuela.
En 1996 es declarada Miembro de Honor de la Compañía Nacional de teatro. La nominación fue hecha por el entonces Ministro de la Cultura, Arnoldo Mora, y el director de la Compañía Nacional de Teatro, Alfredo Catania. 
Su alejamiento del país interrumpe su carrera literaria hasta que en el año 1999 el Ministerio de Cultura y Juventud acoge su poemario “Arborescencias” para su publicación.
Su labor como promotora cultural se pone de manifiesto en la Presidencia y la Vicepresidencia de la Asociación Costarricense de Escritoras, ACE, en los períodos 2004-2008 y 2008-2010; mismo período en que lleva adelante la dirección del Grupo EL DUENDE. Durante ese mismo período, como parte su labor de promotora cultural, fue jurado en concursos internacionales de poesía y narrativa en Guatemala, México, Costa Rica y España.
En el año 2013 lanza con Editorial Pensódromo 21, de Barcelona, España, su obra ««Erótica, antología poética»». Seis años más tarde, el 7 de junio de 2019, volverá a Barcelona para hacer la presentación y lectura de poemas de dicha antología, en compañía del músico costarricense Esteban Monge.
Durante la XXIX (vigésimo novena) edición de la Feria Internacional del Libro de Guadalajara, México, realizada del 28 de noviembre al 6 de diciembre de 2015, Arabella Salaverry formó parte de la delegación oficial de autores costarricenses que representaron a Costa Rica.
En el año 2016 lanza  ««Impúdicas»» con Uruk Editores. El 30 de enero de 2017, en el Centro Nacional de la Cultura, CENAC, sede del Ministerio de Cultura y Juventud de Costa Rica, recibió el Premio Nacional de Literatura ««Aquileo J. Echeverría»» en la categoría cuento, por su obra ««Impúdicas»».  Ese mismo año participa con el personaje de "Josefina" en la película de Soley Bernal "Despertar", protagonizada por el actor costarricense Rafael Rojas y la mexicana Alejandra Toussaint.
En septiembre de 2019, presentó «INFIDELICIAS», su tercera obra de narrativa.
Para noviembre del mismo año, la Editorial de la Universidad Estatal a Distancia (EUNED) presentó su poemario «Búscame en la Palabra» durante la Entrega Anual del Libros 2019. Esa misma obra ya había ganado el segundo lugar en la Selección Anual de Poesía EUNED 2019. En febrero de 2020, el mismo poemario «Búscame en la Palabra» fue presentado como ganador del Premio Nacional de Literatura Aquileo J. Echeverría 2019, en la categoría Poesía. El jurado calificador le concedió el premio por su "vocabulario rico y preciso, con originalidad y amplios recursos que estimulan la participación del lector mediante un texto en el que conviven la tradición literaria y la cultura popular". Debido a la pandemia por COVID-19, la ceremonia de entrega se postergó.

## Educación y formación
De 1954 a 1959 cursa la enseñanza primaria en Puerto Limón, en la escuela María Inmaculada. Años después, su obra literaria se permea de esa infancia caribeña.
De 1959 a a 1964 realiza sus estudios secundarios en diversos centros educativos: el Colegio María Auxiliadora, en San José, Costa Rica; luego en el Colegio de Limón. Regresa a la capital al Liceo Anastasio Alfaro y luego al Conservatorio Castella, de donde egresa como Bachiller en Ciencias y Letras.
Su actividad de preparación artística es muy amplia en los años sesenta. En los años 1963-1964 realizó estudios de danza con la bailarina y coréografa uruguaya Regina Katz y con el brasileño Ribo Da Silva. Luego, durante los años 1965 y 1966 realiza estudios de Artes Dramáticas en la Academia Coyoacán, en México, bajo la dirección del reconocido director japonés Seki Sano. 
En 1967 regresa a Costa Rica para iniciar sus estudios de Filología en la Universidad de Costa Rica, teniendo como profesores a connotados académicos como Constantino Láscaris, Jézer González, el Dr. Agüero, Víctor Manuel Arroyo, entre otros. Posteriormente sigue estudiando Artes Dramáticas, bajo la tutela de Alfredo y Gladys Catania, Alberto Cañas y Daniel Gallegos.
Dos años después, en 1969, continúa el trabajo de danza con la bailarina Mireya Barboza, y bajo su dirección participa en el espectáculo «Reflexiones», que se presentó en el Teatro de Cámara de Bellas Artes de la Universidad de Costa Rica. ( "Una Vida Para la Danza, Biografía de Mireya Barboza", de Carmen Naranjo y Ligia Barboza, página 23, año 2000)
En 1971 parte a Venezuela dónde realiza estudios de Lengua y Literatura Inglesa en la Universidad de los Andes, Mérida. Luego, en 1973 Viaja a Guatemala y completa un profesorado en Lengua y Literatura Hispanoamericana en la Universidad de San Carlos de Guatemala. 
Regresa a Costa Rica en 1976, para reintegrarse a la vida universitaria en 1980, en la Universidad Nacional de Costa Rica, donde completa sus estudios para la Licenciatura en Artes Dramáticas bajo la dirección de Jean Moulaert.

## Obras

### Literatura
- Arborescencias, MCJD, 1999
- Breviario del deseo esquivo, Editorial Costa Rica, 2006
- Chicas Malas, Uruk Editores, Costa Rica, 2009. Segunda Edición, Pensódromo 21, Barcelona, España, 2019.[14]
- Continuidad del Aire, Editorial Universidad de Costa Rica, 2009
- Dónde Estás Puerto Limón, Editorial Universidad Estatal a Distancia, Costa Rica, 2011.[15]
- Erótica, Erotomanías Pensóromo21, Barcelona, España, 2013[16]
- Violenta Piel, Uruk Editores, Costa Rica, 2013
- Llueven Pájaros, Editorial Torremozas, España, 2014
- Llueven Pájaros, Editorial Universidad de Costa Rica, 2015[17]
- Breviario del deseo esquivo, Editorial Costa Rica, reedición, 2016
- Impúdicas (narrativa), Uruk Editores, Costa Rica, 2016[18][19][20]
- El Sitio de Ariadna, Uruk Editores, Costa Rica, 2017
- Infidelicias, Uruk Editores, Costa Rica, 2019[21]
- Búscame en la palabra[22], Editorial UNED, Costa Rica. 2019[23]
- Rastro de sal (novela) Uruk Editores. Costa Rica. 2020
- Íntimas (cuentos) Editorial Universidad Estatal a Distancia, Costa Rica. 2021
- Nosotras las que somos (novela) Uruk editores,  Costa Rica 2023 https://ccecr.org/evento/nosotras-las-que-somos/
- Fugit (poesía)  Editorial Universdad Nacional, Costa Rica 2023
- Otras lunas (poesía) Editorial Universidad de Costa Rica 2024

### Teatro
- (1964) Pedro Pérez Candidato (farsilla política), de Carlos Manuel Arroyo, debut en el Teatro Nacional de Costa Rica
- (1965) El Décimo Hombre Teatro, Asistente de dirección, Teatro Git, México
- (1968) En el andén, dirección Alfredo Catania, Teatro Universitario, Costa Rica
- (1968) El lagartito travieso, dirección Juan Enrique Acuña, Teatro de Muñecos, Costa Rica
- (1969) Jorge, dirección Alfredo Catania, Teatro Universitario, Costa Rica
- (1969) Cinco cientos mil grados, dirección Juan Enrique Acuña, Teatro de Muñecos, Costa Rica
- (1969) Romeo y Julieta, dirección Esteban Polls, Teatro Nacional, Costa Rica
- (1969) Yerma, dirección Esteban Polls, Teatro Nacional, Costa Rica
- (1969) Espectáculo de danza Reflexiones, dirección Mireya Barboza
- (1977) Jorge Dandin, dirección Jean Moulearat y Moshen Yasseen, Teatro Arlequín, Costa Rica
- (1977) Rinconete y Cortadillo, Compañía Nacional de Teatro, Costa Rica
- (1978) Con el amor no se juega, dirección Bélgica Catro, Teatro Universitario, Costa Rica
- (1978) Qué te pasa con el disco, dirección Cerdas-Pegura, Teatro Universitario, Costa Rica
- (1978) Topografía de un desnudo, dirección Alondo Venegas, Teatro Universitario, Costa Rica
- (1979) El Hombre la Bestia y la virtud, dirección Jaime Hernández, Teatro Tiempo
- (1980) Murámonos Federico, dirección Alejandro Sieveking, Compañía Nacional de Teatro, Costa Rica
- (1981) Divinas Palabras, dirección José Tamayo, Teatro Nacional y Compañía Nacional de Teatro, Costa Rica
- (1983) Círculo de Tiza Caucasiano, dirección Amanecer Dota, Compañía Nacional de Teatro, Costa Rica
- (1986) La casa de Bernarda Alba, dirección Jaime Hernández, Teatro Tiempo
- (1997) La importancia de llamarse Ernesto, dirección Claudia Barrionuevo, Compañía Nacional de Teatro, Costa Rica
- (1998) Marat Sade, dirección Jaime Hernández, Compañía Nacional de Teatro, Costa Rica
- (2001) Los  árboles Mueren de pie, asistente de dirección, Auditorio Nacional de Costa Rica
- (2001) Las Fisgonas de Paso Ancho, asistente de dirección, Compañía Nacional de Teatro, Costa Rica
- (2002) Música  «El violinista en el Tejado», asistente de dirección, Teatro GIT, Costa Rica
- (2007-2008-2009) Los árboles mueren de pie, dirección Leonardo Perucci, Auditorio Nacional, Costa Rica
- (2008) Un sueño en realidad, dirección Arabella Salaverry, Teatro Melico Salazar, Costa Rica
- (2009) Monólogos de la Vágina, dirección María Torres, Teatro Torres, Costa Rica
- (2010) El Vestidor , dirección Roberto Fontana, Compañía Nacional de Teatro, Costa Rica
- (2012) El Romancero Gitano, dirección Arabella Salaverry, Grupo El Duende.[24]
- (2013) Sangre Lunar, dirección Fernando Rodríquez, Teatro Menor, Costa Rica
- (2014) Ardiente Paciencia, dirección Leonardo Perucci, Grupo El Duende y Tictak producciones
- (2023) Chicas Malas, pensamos sentimos hablamos dirección Arabella Salaverry

### Filmografía
| Año       | Película                              | Personaje                         | Notas |
| --------- | ------------------------------------- | --------------------------------- | --- |
| 2022      | Morgan y los súper bichillos          | Doña Gladys                       | |
| 2019      | El Baile de la gacela                 | Yolanda «La Anfitriona»           | Estrenada 11 de octubre de 2018 Director, Ivan Porras. Este fue su primer largometraje. La grabación inició el lunes 28 de marzo de 2016 bajo el nombre de «El baile y el Salón»   |
| 2017      | Despertar                             | Josefina                          | Protagonizada por Rafael Rojas (marca su regreso a la pantalla) y Alejandra Toussaint. Dirección: Soley Bernal. Productora Orquídea Negra Films                                    |
| 2015      | Lobas                                 | La anfitriona del club de lectura | En el cortometraje «Lobas», Patricia Howell dialoga con el libro «Mujeres que corren con los lobos», de Clarissa Pinkola Estés                                                     |
| 2014      | Italia 90                             | La madre de los Jara              | |
| 2013      | Historia de un Oscar                  | La madre                          | [ 31 ] |
| Despedida | La moribunda                          |                                   | |
| 2011      | Como un grito                         | Leticia                           | Cortometraje |
| 2011      | Historias                             | Abuela                            | Ficha en IMDb. Cortometraje “Historias”, de Gloriana Fonseca, ganó un premio RemiAward en el WorldFest 2012, festival audiovisual estadounidense que se efectuó en Houston, Texas. |
| 2010      | Nuestra Familia (piloto)              | Sonia La suegra                   | Cortometraje |
| 2009      | La Vida Ensueño                       | Actriz                            | Primer corto en tener apoyo oficial de la UCR y la Veritas simultáneamente. |
| 2009      | Prueblo de paso                       | Varios                            | Radionovela producida por Voces Nuestras de Costa Rica y Dirigida por Seidy Salas Viquez. Esta radio producción fue premiada por el Festival Internacional Moondance 2009.         |
| 2008      | Soledad                               | La mujer                          | Cortometraje |
| 2008      | El Abuelo                             | La cómplice                       | Cortometraje |
| 2008      | Wilfrido y Clara                      | Clara                             | |
| 2008      | Chucherías                            | La gitana                         | Existe un «Detrás de la grabación del corto «Chucherías»» |
| 2008      | Casualmente de Negro                  | Micaela                           | Cortometraje |
| 2007      | La guerra de las Santas               | Asistente de la madre superiora   | Producción francesa con Carmen Maura |
| 2007      | Santo y el TLC                        | Actriz                            | |
| 1980      | El maravilloso mundo de la Televisión | La novia                          | Es esta la primera incursión del Centro Costarricense de Producción Cinematográfica en el terreno del cine de ficción                                                              |
| 1980      | Hay que casar a Marcela               |                                   | Fue una serie novelada para televisión. Transmitida por Canal 7 de Costa Rica de forma semanal.                                                                                    |

## Premios y reconocimientos
- Medalla Universidad Nacional por su aporte al arte y la cultura 2025
- Ciudadana distinguida del cantón de Montes de Oca por su aporte al arte 2025
- Premio Nacional de Cultura Magón 2021.
- Premio Nacional de Literatura Aquileo J. Echeverría 2019 en la categoría Poesía por Búscame en la palabra. Costa Rica, febrero de 2020.[2]
- Invitada por la Feria Internacional del Libro, Guadalajara, México a participar en el Salón de la Poesía.[39] Diciembre de 2019.
- Premio Nacional de Literatura «Aquileo J. Echeverría» 2016 en la categoría Cuento por «Impúdicas». Costa Rica, enero de 2017.[40]
- Colegio de Periodistas de Costa Rica le otorgó un reconocimiento por su "Destacada trayectoria artística y notable aporte a la cultura costarricense". Marzo, 2016
- Integra la delegación oficial de autores costarricenses que representan a Costa Rica en la Feria Internacional del Libro de Guadalajara, México. 28 de noviembre al 6 de diciembre de 2015[41]
- Homenaje y Reconocimiento del Ministerio de Cultura y Juventud, Teatro Popular Melico Salazar y Compañía Nacional de Teatro a su labor como «Pionera del Teatro en Costa Rica».[42] 2013, San José, Costa Rica.
- Reconocimiento del Ministerio de Cultura y Juventud, Teatro Popular Melico Salazar y Compañía Nacional de Teatro «En homenaje a una vida dedicada al teatro y por su contribución a la labor de la CNT».[43] 2011, San José, Costa Rica.
- Reconocimiento otorgado por el Centro de Estudios de la Cultura Mixteca y el Honorable Ayuntamiento de la Heroica Ciudad de Tlaxiaco por su valiosa participación en el «XIX Encuentro Internacional Mujeres Poetas en el País de las Nubes».[44] noviembre de 2011, Oaxaca, México.[45]
- Reconocimiento por su participación en el Encuentro «Poetas en las Nubes» dentro del IV Festival Mundial de la Palabra. Tulum, Qtuintana Roo, México. Mayo, 2010.[46]
- Reconocimiento de la Sociedad Internacional de Poetas, Escritores y Artistas, SIPEA y el colectivo Cultural «Hila Tehuikatzi» por su valiosa participación en el encuentro «Primavera de Palabras» y en el encuentro «Inter SIPEA» celebrado en Hermosillo, México, 2010.[47]
- Reconocimiento especial de Asociación de Escritores y Escritoras de Centroamérica, ADECA, por su «Valioso aporte a favor de la Cultura», 2010.
- Presidenta la Asociación de Escritoras Costarricenses, ACE, del 2008 al 2010
- Jurado del Concurso de poesía Mesoamericano «Luis Cardoza y Aragón», Embajada de México, Guatemala, 2010.[48]
- Jurado en Primer Concurso de Narrativa «La Voz de la Palabra Escrita Internacional», 2009, España.[49]
- Jurado de Concurso de Poesía Universidad Nacional, Región Brunca, 2009, Costa Rica.[50]
- Visitante distinguida durante el «V Festival Internacional de Poesía de Granada», Universidad Americana, 2009, Granada, Nicaragua.
- Jurado del concurso anual de Poesía de la Asociación «Voces Nuestras», 2008, Costa Rica.
- Vice Presidenta la Asociación de Escritoras Costarricenses, ACE, del 2004 al 2008
- Miembro de Honor de la Compañía Nacional de Teatro (Ministerio de Cultura y Dirección CNT, 1996)
- Mención Honorífica por su cuento «La abuela» (Casa de la Cultura del Estado de Aragua, Venezuela, 1971)
- Beca de Artes y Letras del Ministerio de Educación de Costa Rica (Para estudiar en el Teatro Coyoacán, en México, 1965)